# Sea Point
Sea Point (in afrikaans Seepunt) è uno dei sobborghi più ricchi e densamente popolati di Città del Capo in Sudafrica, situato tra la Signal Hill e l'oceano Atlantico, pochi chilometri a ovest del centro storico e finanziario della metropoli sudafricana.